# سمح (حجة)
سمح هي إحدى قرى الجمهورية اليمنية. تتبع جغرافيا لمحافظة حجة وإداريًا لمديرية الجميمة. يبلغ تعداد سكانها 2615 نسمة حسب الإحصاء الذي أجري عام 2004.